# Puy-Saint-Eusèbe
Puy-Saint-Eusèbe – miejscowość i gmina we Francji, w regionie Prowansja-Alpy-Lazurowe Wybrzeże, w departamencie Alpy Wysokie. Nazwa miejscowości pochodzi od imienia św. Euzebiusza.

## Demografia
Według danych na rok 1990 gminę zamieszkiwały 93 osoby, a gęstość zaludnienia wynosiła 8 osób/km². W styczniu 2015 r. Puy-Saint-Eusèbe zamieszkiwały 134 osoby, przy gęstości zaludnienia wynoszącej 11,8 osób/km².